# Mistrovství Evropy juniorů v ledním hokeji 1970
Mistrovství Evropy juniorů v ledním hokeji 1970 byl 3. ročník této soutěže. Turnaj hostilo od 26. prosince 1969 do 2. ledna 1970 švýcarské město Ženeva. Hráli na něm hokejisté narození v roce 1951 a mladší.

## Výsledky
Všech šest týmů se střetlo ve formátu každý s každým. Konečné pořadí na turnaji bylo umístění mužstva v tabulce.
| Poř. | Tým       | URS  | SWE  | TCH  | FIN | GER  | NOR  | Z | V | R | P | Skóre | B  |
| 1.   | SSSR      | —    | 5:3  | 6:5  | 7:1 | 9:1  | 14:1 | 5 | 5 | 0 | 0 | 44:11 | 10 |
| 2.   | ČSSR      | 3:5  | —    | 3:2  | 3:1 | 5:2  | 12:2 | 5 | 4 | 0 | 1 | 26:12 | 8  |
| 3.   | Švédsko   | 5:6  | 2:3  | —    | 6:0 | 10:1 | 20:0 | 5 | 3 | 0 | 2 | 43:10 | 6  |
| 4.   | Finsko    | 1:7  | 1:3  | 0:6  | —   | 6:0  | 5:2  | 5 | 2 | 0 | 3 | 13:18 | 4  |
| 5.   | SRN       | 1:9  | 2:5  | 1:10 | 0:6 | —    | 7:3  | 5 | 1 | 0 | 4 | 11:33 | 2  |
| 6.   | Švýcarsko | 1:14 | 2:12 | 0:20 | 2:5 | 3:7  | —    | 5 | 0 | 0 | 5 | 8:58  | 0  |

 Švýcarsko sestoupilo z elitní skupiny

## Turnajová ocenění
|                        | Brankář     | Obránce         | Obránce         | Útočník        | Útočník        | Útočník        |
| ---------------------- | ----------- | --------------- | --------------- | -------------- | -------------- | -------------- |
| Ceny direktoriátu IIHF | Anton Kehle | Miroslav Dvořák | Miroslav Dvořák | Anders Hedberg | Anders Hedberg | Anders Hedberg |

## Mistři Evropy - SSSR
Brankáři: Vladislav Treťjak, Viktor Krivolapov

Obránci: Jurij Těreškin, Valerij Odincov, Boris Čisťjakov, Viktor Martynov, Jurij Blochin, Vladimir Prokopjev

Útočníci: Jurij Lebeděv, Vjačeslav Anisin, Alexandr Bodunov, Anatolij Železnov, Oleg Ivanov, Jurij Korotkov, Konstantin Klimov, Jurij Savcillo, Vladimir Syrcov, Alexandr Zajkin.

## Československá reprezentace
Brankáři: Jiří Králík, Jozef Popelár

Obránci: Vladimír Nejedlý, Josef Jenáček, Miroslav Dvořák, Jan Zajíček, František Kaberle, Miroslav Rykl

Útočníci: Jaroslav Pouzar, Václav Honc, Ján Bačo, Josef Bernhauer, Vladimír Šandrik, Tomáš Dolák, Milan Svrček, Ladislav Machyňa, Štefan Onofrej, Milan Nový.

## B skupina
Šampionát B skupiny se odehrál ve městech Kapfenberg, Leoben a Bruck v Rakousku mezi 26. prosincem 1969 a 2. lednem. Postup na mistrovství Evropy juniorů 1971 si vybojovali Norové.
1.  Norsko

2.  Itálie

3.  Polsko

4.  Rumunsko

5.  Rakousko

6.  Jugoslávie

7.  Maďarsko